# Schraubmedaille

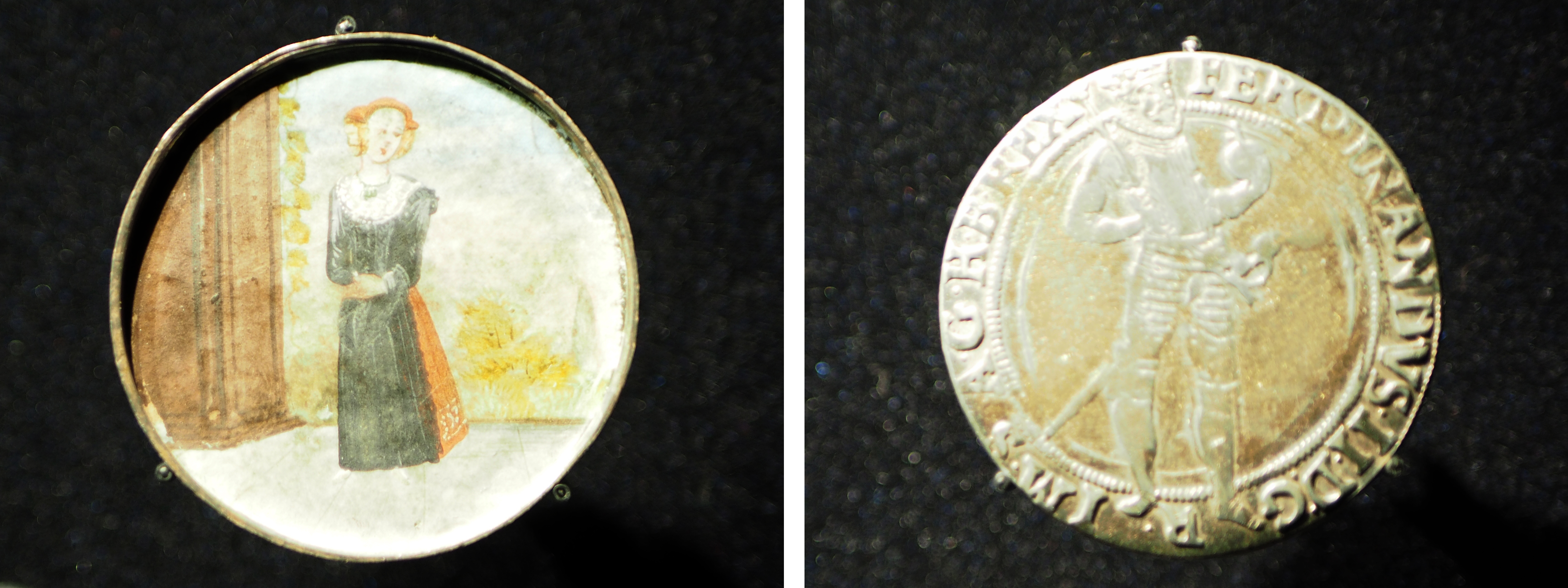
Schraubtaler Ferdinand II

Schraubmünzen, Schraubtaler oder Schraubmedaillen nennt man Geldstücke, die aus zwei mit einem Gewinde versehenen Teilen bestehen.
Die Herstellung von Schraubmünzen reicht vom Ende des 16. bis zur ersten Hälfte des 20. Jahrhunderts; der Großteil wurde in Augsburg produziert, aber auch Nürnberg und Wien befassten sich mit der Herstellung.
Die meisten Exemplare sind kreisrund und bestehen aus zwei Teilen, es kommen aber auch diverse Varianten vor. Schraubmünzen lassen sich in drei große Gruppen unterteilen:
- Die frühen Exemplare zeigen auf den Innenseiten der Deckel ölgemalte Bilder;
- die vorwiegend von 1650 bis 1730 gefertigten Taler enthalten Darstellungen auf Pergament, Papier oder Glas;
- die ab 1730 hergestellten Objekte sind signiert und enthalten Kupferstiche.

Die Blütezeit der Schraubmedaillen ist das 18. Jahrhundert. Ab 1730 setzt zunächst ein formaler Wandel ein, da die geprägten Exemplare immer mehr verschwinden und stattdessen gegossene Medaillen die Mehrzahl bilden. Es setzt sich zudem durch, dass die metallene Außenseite und der aus Papier bestehende Innenteil (die Einlage) inhaltlich zusammengehören. Die Bandbreite an Darstellungsmöglichkeiten ist immens: Bekannte Schraubmedaillen gibt es zum Schicksal der Salzburger Emigranten, Schlachten und Kriegsereignissen sowie ein 1817 zum Reformationsjubiläum erschienenes Exemplar mit den Taten Luthers. Auch die Geschichte von Joseph Süß Oppenheimer wurde nach 1738 in einer Schraubmedaille verarbeitet.
Eine moderne Variante sind Schraubmünzen, die von Agenten zum unauffälligen Transport von Mikrofilmen oder Schriftstücken benutzt wurden.